# ラーズ・ヌートバー
ラーズ・テイラー＝タツジ・ヌートバー（Lars Taylor-Tatsuji Nootbaar、日本名：榎田 達治〈えのきだ たつじ〉、1997年9月8日 - ）は、 アメリカ合衆国カリフォルニア州ロサンゼルス郡エルセグンド出身のプロ野球選手（外野手）。右投左打。MLBのセントルイス・カージナルス所属。
メディアでは「タツジ」と表記されることもある。日本での愛称は「たっちゃん」。

## 経歴

### プロ入り前
野球経験がある父や兄の影響で5歳の頃から野球を始める。高校までソフトボール選手だった母を相手に打撃練習や自宅の駐車場の壁に向かってボールを投げ練習した。
2006年に、日米親善高校野球大会でアメリカを訪れた日本代表選手の船橋悠（当時早稲田実業学校高等部）、塩澤佑太（当時帝京高等学校）をヌートバー家でホームステイさせた際、ヌートバーは田中将大や斎藤佑樹らと写真を撮ってもらったほか、ボールボーイとしてアメリカ選抜の試合に参加している。この経験から幼少期より日本代表としてWBCに出場することを夢見ていた。
高校時代は野球とアメフトをプレー。

### カージナルス時代

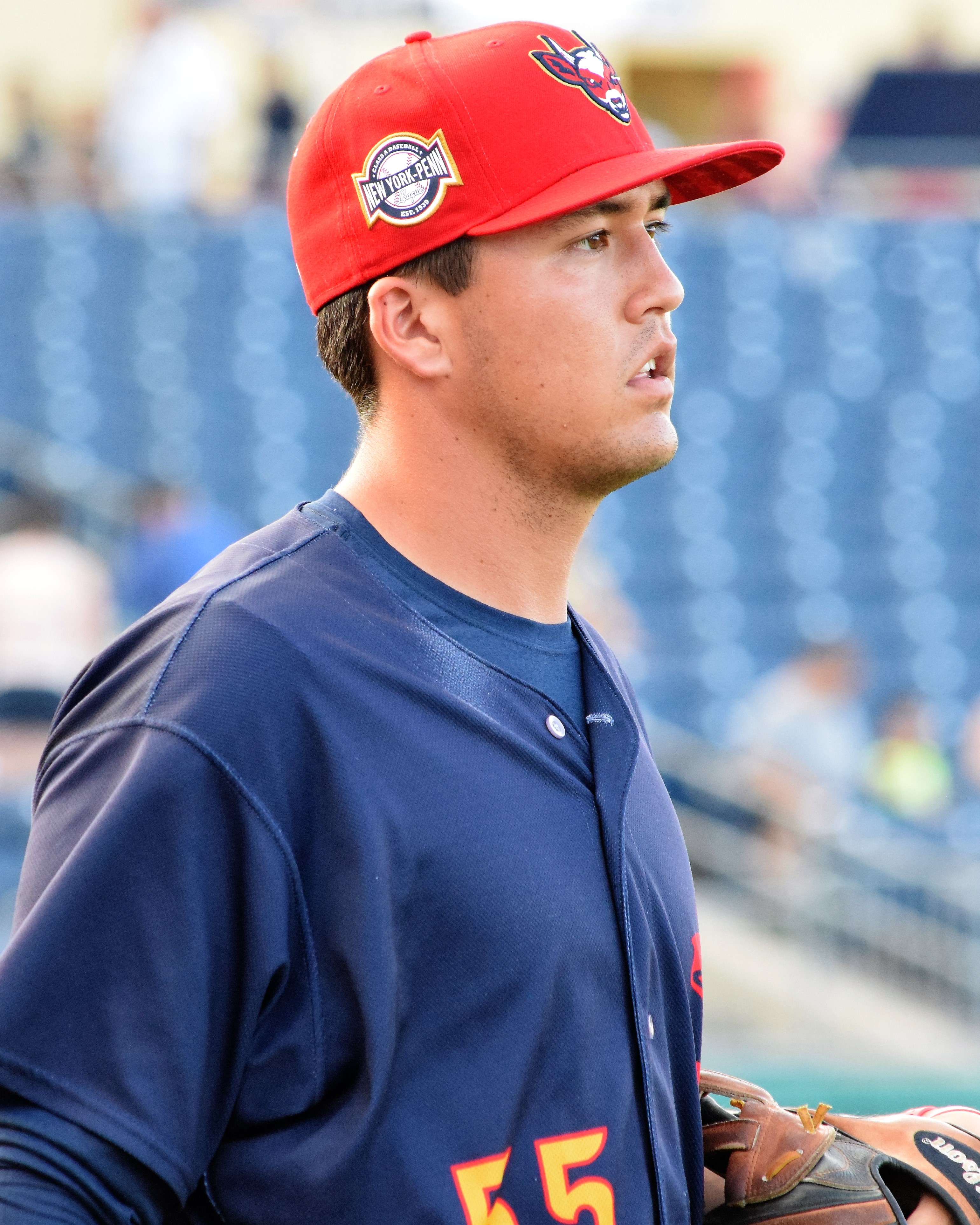
A-級ステート・カレッジ・スパイクス時代（2018年7月3日）

2018年のMLBドラフト8巡目（全体243位）でセントルイス・カージナルスから指名されプロ入り。契約後、傘下のA-級ステート・カレッジ・スパイクスでプロデビュー。56試合に出場して打率. 227、2本塁打、26打点、2盗塁を記録した。
2019年はA級ピオリア・チーフス、A+級パームビーチ・カージナルス、AA級スプリングフィールド・カージナルスでプレーし、3球団合計で101試合に出場して打率.264、7本塁打、38打点、4盗塁を記録した。
2020年は新型コロナウイルスの影響でマイナーリーグの試合が開催されなかったため、公式戦の出場は無かった。
2021年は5月のマイナーリーグ開幕からAAA級メンフィス・レッドバーズでプレーし、6月22日にメジャー契約を結んでアクティブ・ロースター入りした。メジャーデビューとなった同日のデトロイト・タイガース戦では「9番・左翼手」で先発出場して3打数無安打だったが、犠飛でメジャー初打点を記録した。この年メジャーでは58試合に出場して打率.239、5本塁打、15打点、2盗塁を記録した。
2022年は主に右翼手での起用が続き、メジャーで108試合に出場して打率.228、14本塁打、40打点を記録した。出塁率・長打率・OPSはMLB平均を上回っているデータから、12月23日に「第5回WBC日本代表」の最終候補にリストアップされていることが報じられた。
2023年は1月にWBC日本代表に正式に選出され、3月に行われた第5回WBCでは全試合に「1番・中堅手」として出場。日本の優勝に大きく貢献した（詳細は後述）。レギュラーシーズンでは3月30日のトロント・ブルージェイズとの開幕戦に「2番・左翼手」として先発出場し、4打数1安打2四球の好成績を残したが、6回の攻撃で三塁ベースにヘッドスライディングする際に左手親指を挫傷。10日間の故障者リスト入りを余儀なくされた。その後4月15日のピッツバーグ・パイレーツ戦で戦列に復帰すると、翌16日の同カードでは復帰後初安打となる1号2点本塁打を放った。その後5月下旬には腰の筋痙攣、8月中旬には自打球による下腹部の打撲で故障者リスト入りしたものの、いずれも3週間程度で復帰している。10月1日の最終戦で4打席に立ったことで自身初の規定打席に到達した。最終成績は117試合の出場で打率.261、14本塁打、46打点、11盗塁、出塁率.367（リーグ11位）だった。
2024年は、シーズン前のオープン戦で好調を維持していたものの、守備での転倒により肋骨を骨折し、2週間の離脱を余儀なくされた。同年は109試合に出場し、打率.244、12本塁打を記録した。

## 代表経歴

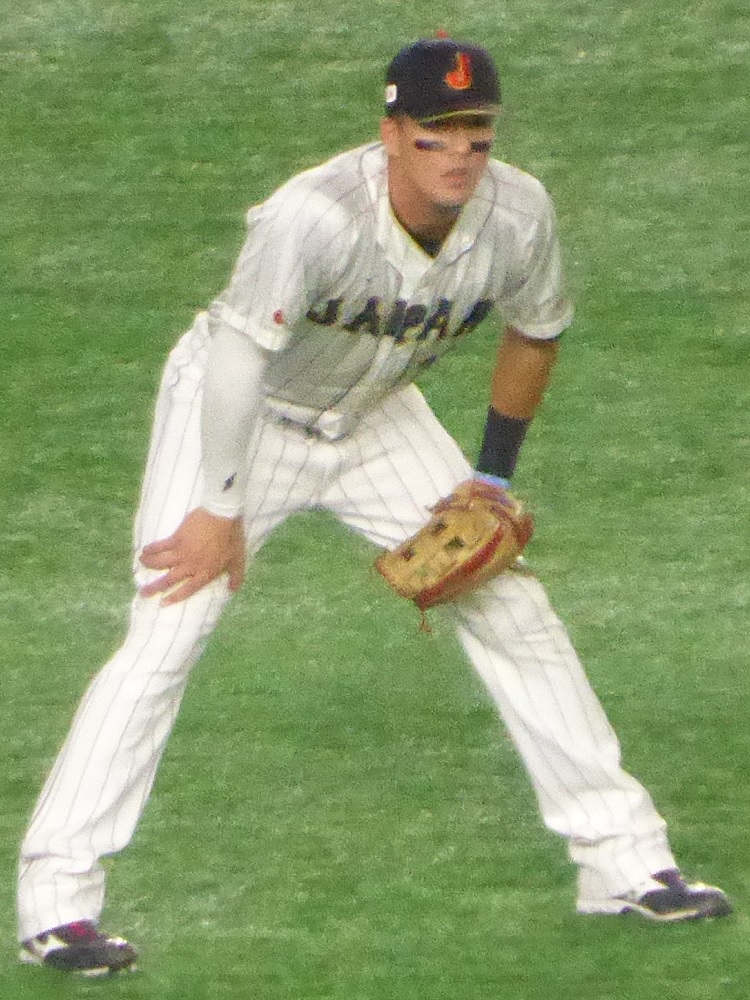
WBC日本代表 (2023年3月16日 東京ドーム)

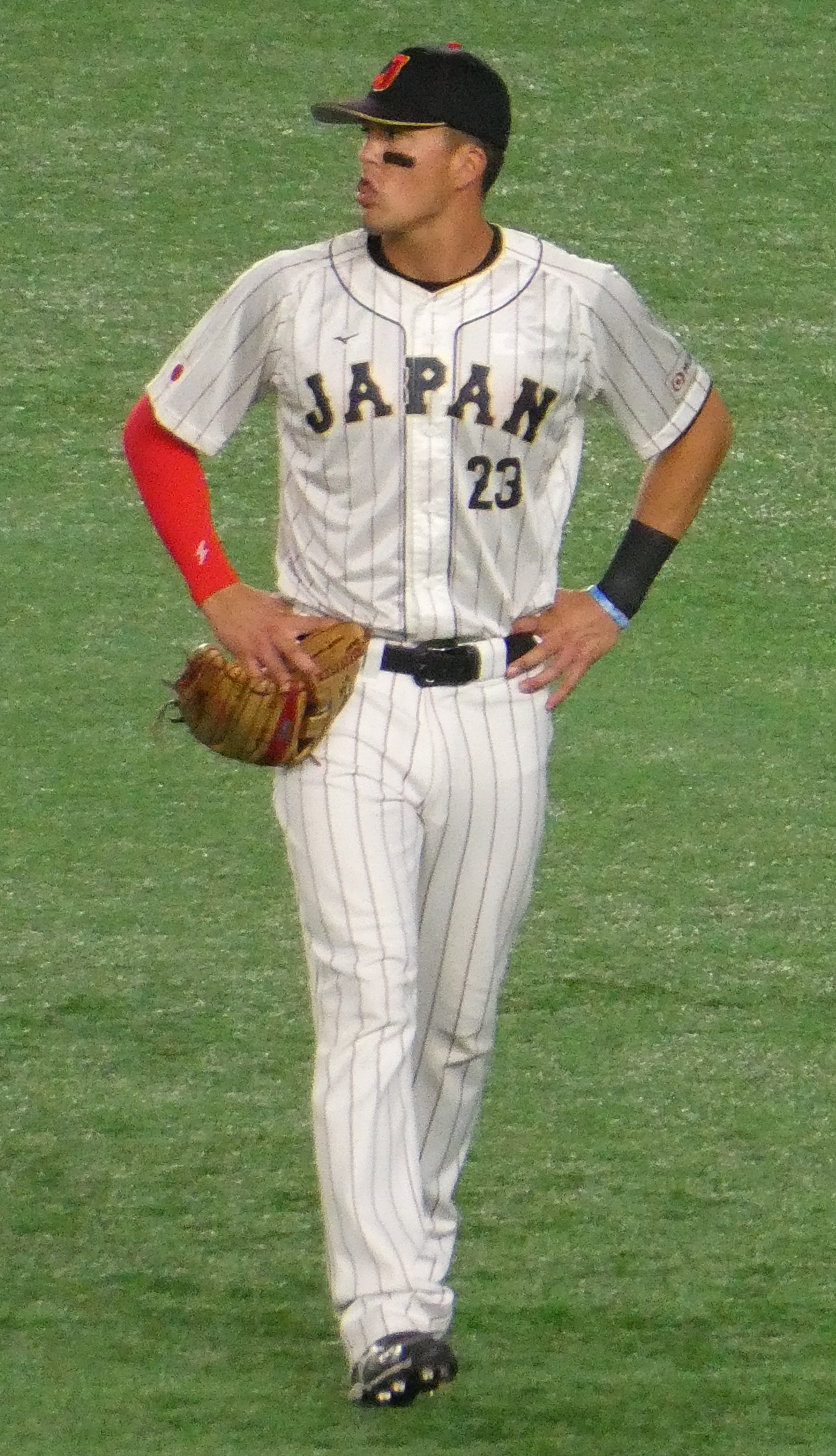
第5回WBCに日本代表として出場するヌートバー
（2023年3月11日、東京ドームにて）

2023年1月4日、第5回WBC日本代表のメンバー入りを果たしたことが報じられた。1月11日には第5回WBC日本代表の栗山英樹監督からメンバー入りが確定したとの発言があった。1月27日に、初の日系人選手として正式に日本代表に選出。ヌートバー自身はアメリカ国籍だが、7つあるWBCの出場資格規定のうち「親のどちらかが、その国の国籍を持っている」「親のどちらかが、その国で生まれている」の2つに該当しているため選出された。
なお、当該国代表チーム所属のための条件が緩いWBCでは、自分の国籍以外の国の代表となるケースは決して珍しいことではない。ヌートバーのチームメイトであるトミー・エドマンも、母親が韓国生まれであることから韓国代表として参加していた。過去には、2017年大会でアメリカ代表を優勝に導いたマーカス・ストローマンは2023年大会ではプエルトリコ代表として、ブランドン・レアードも2017年大会ではメキシコ代表としてそれぞれ大会に出場している。日本国籍保有者のケースでも、元福岡ソフトバンクホークスの真砂勇介が2023年大会では中国代表として出場し、1次ラウンドで日本代表と対戦している。
WBC本大会では決勝戦までの全7試合に「1番・中堅手」で先発出場。26打数7安打、打率.269ながら7打点を記録し、7安打に対して7四死球を得て出塁率.424の好成績を記録。3月9日の日本の初戦となる1次ラウンド・中国戦では1回裏の第1打席で初球を中前安打にし、その後の押し出しで先制のホームを踏んだ。守備面でもスライディングキャッチでのファインプレーを見せた。22日の決勝・アメリカ戦では2回裏、一死満塁の場面で一塁ゴロながら勝ち越し点を挙げ、日本代表のWBC優勝に貢献した。

## 選手としての特徴

### 打撃
長打力と選球眼の良さ、そして変化球への対応に定評があり、狙い球を絞ってスイングするスタイル。打球速度の速さはMLB屈指と評されている。

### 守備
外野の全ポジションをこなし、俊足を生かした広い守備範囲と強肩が魅力。

## 人物・エピソード

### 家族
父のチャーリー（Charlie Nootbaar）はオランダ系アメリカ人、母のヌートバー久美子（旧姓 榎田〈えのきだ〉）は埼玉県東松山市出身の日本人。日本名の「達治」は、東松山市議会議員を務めた祖父の名前にちなむ。父方の曽祖父、全米穀物飼料協会（NGFA）会長を務めた実業家のハーバートは、カリフォルニア州を地盤とするロナルド・レーガンとも親交があり、後にロナルド・レーガン記念大統領図書館を建設して寄贈、1990年代にはラーズの母校である南カリフォルニア大学野球部にも多額の寄付を行っていた。
父親は大学在学中に日本語を学び、日本へ語学留学した経験もある。
3人兄姉の末っ子で、兄と姉は母の郷里である埼玉県で生まれている。兄のナイジェルはかつてオリオールズ傘下の1Aでリリーフ投手だった。なお、ラーズはアメリカ生まれで、日本での生活経験はない。
叔母（父の妹）は1990年に来日して以来日本に在住しており、大分県立芸術文化短期大学国際総合学科の教授を務めている。

### 人柄
明るい性格の持ち主で、チームではムードメーカーとしても愛されている。カージナルスでは同僚が打撃で活躍した際に、ベンチで私物のペッパーミルを回してお祝いしていることが好評を博してチーム内で広がりを見せている。このパフォーマンスには「小さなことからコツコツと継続して進んでいけば、良いことが起きる」という意味が込められている。なお、第5回WBCでも日本代表メンバー間に波及し、このパフォーマンスをモチーフにした公式フェイスタオルが急遽作成されるまでに至っている。2023年12月1日発表の「現代用語の基礎知識 選 2023ユーキャン新語・流行語大賞」では「ペッパーミル・パフォーマンス」がトップテン入りした。
カージナルスファンからの人気が高く、自身が打席に立つ際や活躍した際に「ヌーーーート！（Noooot!）」と声援（ヌーイングと称される）を送られるのが恒例となっている。なお、第5回WBC以降は日本にも浸透し、同国で行われた試合でも沸き起こっている。

### エピソード
- 帽子を曲げているのは日本の球児が帽子のつばを深く曲げて被っているのを真似ていることによる[8]。
- 2020年は新型コロナウイルス感染症の流行でマイナーリーグの試合が全てキャンセルされたため、4か月間週6日、朝4時に起床して航空宇宙企業でアルバイトをしていた。ヌートバーはその時の経験を「自分を謙虚にさせ、どれほど野球を愛しているか気付かされた」と語っている[39]。
- セントルイスで自身の名前が付いたスナックバーなどを売り出すことを念頭に「NOOTBAAR」など複数の商標を出願している[59][60][61]。なお「NOOTBAAR」の名称ではないが「バー」つながりで森永製菓「inバー」のCMに出演したり、2024年8月にセントルイスで期間限定のバー『The Noot Baar』を開店させた[62]。
- 日本語についてはほとんど話すことができないが、食事に関しては幼少期から朝食に納豆ご飯や梅干しを食し、ワサビなども好んで食べているため、日本食には馴染みがあるという[63][64][2]。また、母親が日本人である影響から、自宅玄関では靴を脱ぐ[2]。また、君が代の歌唱を練習していたことも知られている[65]。試合前にも国歌斉唱で口を動かしていた[66]。
- アメリカでは「ヌート」の愛称で親しまれているが、日本ではミドルネームの「タツジ」「たっちゃん」という愛称が広まっている[4]。「たっちゃん」の名付け親は日本代表で外野守備・走塁コーチを務めた清水雅治[67]。第5回のWBC日本代表にヌートバーが参加することを受け「チームの環境に早く慣れて欲しい」との思いからチームメイトや関係者に提案[68]。現に、チームメイトは強化試合の初戦に向けた練習で『たっちゃんTシャツ』（胸に「JAPAN」のロゴが、背中にアメリカ国旗・日本国旗のイラストと「たっちゃん」の文字がそれぞれプリントされたTシャツ）を着用することによってヌートバーを歓迎している[69][70]。

- 日本代表応援団はヌートバーが第5回WBC日本代表に選出されたことに伴い、NPB球団に在籍経験の無い選手に対して初めて応援歌を作成した（コールはミドルネームの「タツジ」）[71]。なお、当初はチャンステーマにも使われている「スーパースター」「野球場へゆこう」からの流用が検討されていたが[71]、ファンの強い反対を受けて新たに汎用応援歌（第5回WBCでは実質ヌートバー専用。以降はヌートバー同様、NPB在籍経験のない野手に使用）として作成された[71][72][73][74][75][注 2]。この応援歌はヌートバー自身も気に入っており「タツジと聞こえて最高だよ！応援歌を大声で歌ってくれてとても嬉しい」とコメントを残している[72]。
- 第5回WBC日本代表で優勝した後に、大谷翔平から高級腕時計（グランドセイコー）をプレゼントされ、その際に大谷から「もし、（次回開催の）2026年に戻ってこなかったり、他の国を代表したりしたら、それを返してもらうからね」と言われ、ヌートバーは合意の握手をした[76]。
- 高橋尚成はヌートバーの日本代表選出について当初、否定的なコメントを残しており、「正直、僕は必要があるのかな、というような選手だと思います。引き合いに出されるとしたら筒香（嘉智）選手とあまり変わらないんじゃないかなという成績なんですよ。ホームランは多少、ヌートバー選手が打っているのかなという感じですけど、率で言っても変わらないんじゃないの、というような選手だと思うんですね」「選手としては決して選ばれるような選手ではないと僕は思っています。日本の外野手の方がもっといい選手がたくさんいると思います」「コントロールはいいけど、そんなに抜けた肩の強さというわけではないですね。もちろん前の処理だったり、反応はいいのかもしれないですけど、絶対に日本にいます。もっと守備のいい選手は山ほどいます。日本には」とコメントしたが、ヌートバーの活躍を受け「活躍は良かったですし、（ヌートバーを）決して応援していないわけではなく、みなさんに不快な思いをさせたのはもちろん謝らなくちゃいけない」「発信する立場として不適切な言葉だったと思います。もう少し勉強して今後に邁進したい。本当に申し訳ありませんでした」と謝罪した[77][78]。

## 詳細情報

### 年度別打撃成績
| 年 度    | 球 団    | 試 合 | 打 席 | 打 数 | 得 点 | 安 打 | 二 塁 打 | 三 塁 打 | 本 塁 打 | 塁 打 | 打 点 | 盗 塁 | 盗 塁 死 | 犠 打 | 犠 飛 | 四 球 | 敬 遠 | 死 球 | 三 振 | 併 殺 打 | 打 率 | 出 塁 率 | 長 打 率 | O P S |
| -------- | -------- | ----- | ----- | ----- | ----- | ----- | -------- | -------- | -------- | ----- | ----- | ----- | -------- | ----- | ----- | ----- | ----- | ----- | ----- | -------- | ----- | -------- | -------- | ----- |
| 2021     | STL      | 58    | 124   | 109   | 15    | 26    | 3        | 1        | 5        | 46    | 15    | 2     | 1        | 1     | 1     | 13    | 1     | 0     | 28    | 0        | .239  | .317     | .422     | .739  |
| 2022     | STL      | 108   | 347   | 290   | 53    | 66    | 16       | 3        | 14       | 130   | 40    | 4     | 1        | 0     | 5     | 51    | 1     | 1     | 71    | 3        | .228  | .340     | .448     | .788  |
| 2023     | STL      | 117   | 503   | 426   | 74    | 111   | 23       | 1        | 14       | 178   | 46    | 11    | 1        | 1     | 3     | 72    | 2     | 1     | 99    | 7        | .261  | .367     | .418     | .784  |
| 2024     | STL      | 109   | 405   | 348   | 39    | 85    | 18       | 3        | 12       | 145   | 45    | 7     | 3        | 1     | 3     | 52    | 2     | 1     | 79    | 10       | .244  | .342     | .417     | .758  |
| MLB：3年 | MLB：3年 | 392   | 1379  | 1173  | 181   | 288   | 60       | 8        | 45       | 499   | 146   | 24    | 6        | 3     | 12    | 188   | 6     | 3     | 277   | 20       | .246  | .348     | .425     | .774  |

- 2024年度シーズン終了時

### WBCでの打撃成績
| 年 度 | 代 表 | 試 合 | 打 席 | 打 数 | 得 点 | 安 打 | 二 塁 打 | 三 塁 打 | 本 塁 打 | 塁 打 | 打 点 | 盗 塁 | 盗 塁 死 | 犠 打 | 犠 飛 | 四 球 | 敬 遠 | 死 球 | 三 振 | 併 殺 打 | 打 率 | 出 塁 率 | 長 打 率 | O P S |
| ----- | ----- | ----- | ----- | ----- | ----- | ----- | -------- | -------- | -------- | ----- | ----- | ----- | -------- | ----- | ----- | ----- | ----- | ----- | ----- | -------- | ----- | -------- | -------- | ----- |
| 2023  | 日本  | 7     | 33    | 26    | 7     | 7     | 0        | 0        | 0        | 7     | 4     | 2     | 0        | 0     | 0     | 6     | 0     | 1     | 6     | 1        | .269  | .424     | .269     | .693  |

- 太字は大会最高

### 年度別守備成績
| 年 度 | 球 団 | 左翼（LF） | 左翼（LF） | 左翼（LF） | 左翼（LF） | 左翼（LF） | 左翼（LF） | 中堅（CF） | 中堅（CF） | 中堅（CF） | 中堅（CF） | 中堅（CF） | 中堅（CF） | 右翼（RF） | 右翼（RF） | 右翼（RF） | 右翼（RF） | 右翼（RF） | 右翼（RF） |
| 年 度 | 球 団 | 試 合      | 刺 殺      | 補 殺      | 失 策      | 併 殺      | 守 備 率   | 試 合      | 刺 殺      | 補 殺      | 失 策      | 併 殺      | 守 備 率   | 試 合      | 刺 殺      | 補 殺      | 失 策      | 併 殺      | 守 備 率   |
| ----- | ----- | ---------- | ---------- | ---------- | ---------- | ---------- | ---------- | ---------- | ---------- | ---------- | ---------- | ---------- | ---------- | ---------- | ---------- | ---------- | ---------- | ---------- | ---------- |
| 2021  | STL   | 9          | 10         | 0          | 0          | 0          | 1.000      | -          | -          | -          | -          | -          | -          | 26         | 45         | 3          | 2          | 1          | .960       |
| 2022  | STL   | 11         | 11         | 1          | 0          | 0          | 1.000      | 12         | 17         | 1          | 0          | 1          | 1.000      | 79         | 141        | 6          | 2          | 3          | .987       |
| 2023  | STL   | 24         | 36         | 0          | 0          | 0          | 1.000      | 73         | 164        | 2          | 1          | 1          | .994       | 34         | 68         | 4          | 1          | 1          | .986       |
| 2024  | STL   | 30         | 44         | 0          | 2          | 0          | .957       | 24         | 34         | 0          | 0          | 0          | 1.000      | 74         | 131        | 2          | 1          | 2          | .993       |
| MLB   | MLB   | 74         | 101        | 1          | 2          | 0          | .981       | 109        | 215        | 3          | 1          | 2          | .995       | 213        | 385        | 15         | 6          | 7          | .985       |

- 2024年度シーズン終了時

### 背番号
- 68（2021年）
- 21（2022年 - ）
  - 23（2023年WBC）

### 代表歴
- 2023 ワールド・ベースボール・クラシック日本代表

### 受賞歴
- GQ MEN OF THE YEAR 2023 ブレイクスルー・ベースボールプレイヤー賞（2023年）[79]

## 関連情報

### 出演

#### CM
- Zoff「New HEROヌートバー」篇（2023年4月27日 - ）[80][81][82]※母・久美子、父・チャーリーと共演
- 森永製菓 inバー（2023年4月28日 - ）[83][84]
- 佐藤製薬「ユンケル」シリーズ（2024年3月29日 - ）[85]